# 六車奈々
六車 奈々（ろくしゃ なな、1973年12月2日 - ）は、日本のモデル・タレント・女優。2025年3月末までアミューズに所属。

## 来歴
京都市立日吉ヶ丘高等学校、追手門学院大学文学部アジア文化学科卒業。
15歳でモデルデビュー。大阪を中心にモデル・タレントとして活動。2005年12月にTBS系『病院へ行こう!』のヒロインオーディション合格を機に、仕事の本拠を東京へ。所属事務所を大阪SOSモデルエージェンシーからアミューズに移籍した。
関西テレビ『サタうま!』に開始当初からレギュラー出演。競馬関係の仕事も数多くこなしており『DREAM競馬』（2009年12月終了）でもテレビ西日本制作分において今井りかとともに準レギュラーゲストとして定着していた。
2014年1月1日に6歳年下の一般男性と結婚したことをブログで発表。
2015年9月3日、第1子女児を出産。
2021年4月よりスポーツニッポンで岩手競馬予想コラム「六車奈々のナナイロ馬券」を連載中。
2025年3月31日をもってアミューズを退所。
2025年4月、愛国学園短期大学に入学。

## 人物・エピソード
- 地理歴史の教育職員免許状を保有。
- 誕生日の12月2日には不定期ではあるが大阪で妹[4]とピアノコンサートを開催（2012年は11月11日に開催）。
- 大学時代はヘビーメタルバンドを組んでいた。
- 『大竹まこと ゴールデンラジオ!』(文化放送)番組内でのキャッチフレーズは『バカ嘘かわいい』→2009年9月より『バカ嘘貧乏』。
- 2005年秋、東京へのオーディションへ向かう車中で、その年の天皇賞（秋）をヘヴンリーロマンスが優勝したことを聞き、「私もオーディションに受かる」と意を強くしたという。それ故に彼女の想い出の馬はヘヴンリーロマンスであることを公言している[5]。
- 高校の同級生に、ブラックマヨネーズの吉田敬[注 1]や映画監督の中野量太がいる。
- 一時期、タケノコ料理ばかりブログに掲載していたので、タケノコ婦人と呼ばれている。
- 『食べる美人塾』の塾長である。

## 出演

### テレビドラマ
- 恋ドラ『苺リリック』（2002年、読売テレビ）
- カオルコレイコ（2003年、読売テレビ）
- 17才夏。 第1話「初めての体験」（2003年7月6日、ABCテレビ / 7月16日、テレビ朝日）
- 痛快エブリデイを抹殺せよ!?（2004年3月21日、関西テレビ）
- 運命の出会い〜サラブレッドにかけた夢〜（2004年8月29日、関西テレビ）
- 愛の劇場『病院へ行こう!』（2006年2月6日 - 3月24日、TBS） - 主演・清水ひかる 役
- かんさい特集 ドラマ『誰がパパやねん!』（2007年1月12日、NHK大阪放送局） - 岡崎美智子 役
- 佐々木夫妻の仁義なき戦い 第6話（2008年2月24日、TBS） - 松子 役
- 素晴らしい世界 スバセカ劇場『普通じゃないお見合い』（2008年5月6日 - 27日、HTB） - 清田恭子 役
- 勇者ヨシヒコと魔王の城 第3話（2011年7月23日、テレビ東京） - キラナ村の女 役
- 連続ドラマW プラチナタウン（2012年8月19日 - 9月16日、WOWOW） - 大野牧子 役
- 完全に詰んだイチ子はもうカリスマになるしかないの 第1話・第2話（2022年11月2日・9日、テレビ東京） - プロポーションカウンセラー 役

### バラエティ・その他のテレビ番組
- 原田伸郎のめざせ!パーゴルフ2（1997年、サンテレビ） - アシスタント
- 60's（2001年、読売テレビ）
- 夢色歓彩（2001年 - 2005年3月、読売テレビ） - 夢旅人
- ドルフィン通信（2002年、西日本放送）
- ビッグフィッシング（2002年、サンテレビ）
- 痛快!エブリデイ（2002年、関西テレビ） - 金曜レギュラー
- サタうま!（2002年 -2011年、関西テレビ）
- たかじんONEMAN（2003年、毎日放送）
- たかじんのそこまで言って委員会（2003年、読売テレビ）
- ぶっちゃけ!生タマゴン（2003年、関西テレビ）
- まるごと京都!4時間スペシャル（2003年、朝日放送）
- 府政ほっと情報増刊号（2003年、KBS京都）
- ザ・ストーリー 経済発見!（2003年10月 - 2004年3月、テレビ大阪） - レポーター
- 恋愛情報バラエティー・ウソか!?誠か!? 結婚未満な女の新年会（2005年1月10日、関西テレビ） - 六車奈々、安岡由記子、浅田あつこ、朝宮真由
- プライスバラエティ ナンボDEなんぼ（2006年6月3日・10日、関西テレビ）
- エコウォーク〜伊勢志摩国立公園を歩く〜（2006年11月20日 - 24日、BS-i）
- DREAM競馬（2007年から年1回、テレビ西日本）
  - 2007年8月19日は、馬インフルエンザにより開催が中止されたものの予定通り小倉競馬場へ行き、大坪元雄らと競馬トークを展開。
  - 2008年6月1日は、未明『サタうま!』に続けて放送されたダービースペシャル（録画）で、「馬の血統」に関する講師として出演した。
  - 2008年の夏開催は、8月3日及び24日の2回出演。
- 週刊UMAJIN（2009年9月19日、BSフジ） -　ゲスト
- 週刊!健康カレンダー カラダのキモチ（2009年・2010年、中部日本放送） - プレゼンター
- ABK48（グリーンチャンネル）
- 月曜馬劇場・KEIBAなんでも調査室（グリーンチャンネル）
- 知りたがり!（フジテレビ）
- ハナタレナックス 「ハナタレ1日入門 競馬で予算倍増計画」（2011年8月4日 - 8月25日、北海道テレビ） [7]
- なるほど!ホームドクター（2012年7月8日 - 、BS-TBS）- お料理コーナー担当
- iちゃんねる（グリーンチャンネル、不定期）
- 岩手競馬 Presents M'sTV（2019年4月4日 - 2022年12月29日、グリーンチャンネル） - メインMC
- B-tops（読売テレビ）

### ラジオ
- ありがとう浜村淳です（MBSラジオ）
- 朝はトコトン菊水丸（MBSラジオ）
- さてはトコトン菊水丸（MBSラジオ）
- ドラマティック競馬（ラジオ大阪）
- それゆけ!メッセンジャー（MBSラジオ、2003年10月 - 2020年3月）
  - 番組開始から（産前産後休暇をはさんで）延べ16年半にわたってアシスタントを担当。
- 佐伯チズのお話ししましょ（ラジオ大阪）
- 大竹まこと ゴールデンラジオ! 金曜日（文化放送、2007年5月11日 - 2010年4月2日）
- マイフェイバリッと （2013年9月30日 - 10月11日）
- 2013有馬記念大予想 今年の負けを倍返しだ!スペシャル （RSKラジオ、2013年12月21日）
- 六車奈々のななたび!（MBSラジオ、2020年6月22日 - 2022年3月27日、毎週日曜日24:30 - 24:40）
  - 単独では自身初の冠番組で、Radiotalkでも配信。

### 映画
- ある日チビが いたよ（1997年、福井県勝山市、短編映画、三原光尋監督・脚本）
- ヒロイン!なにわボンバーズ（1998年10月24日、関西テレビ＝オフィス・シロウズ、三原光尋監督・脚本） - 千里幸代 役
- オーライ（2001年9月15日、カーニバル・フィルムズ、安田真奈監督・脚本） - 荻島夏乃 役
- 平成13年度社会同和教育啓発映画 ストーリー公募入選作品より『絵のある街-ひまわり公園で-』（2002年、井之上企画、家喜俊彦監督） - 水木亜弥 役
- らもトリップ「仔羊ドリー」（2012年2月25日、東京藝術大学、松尾健太監督）
- 吠えても届かない（2014年7月26日、Wonderhearts Planet, inc.、マツムラケンゾー監督・脚本） - 紗季 役
- もうしません!（2015年、伊野瀬優監督・脚本）

### CM
- 大阪西川 2000年 イメージガール
- 小林製薬 ハミガキッシュ 生葉 クリンシュウ布製品ニオイ消し
- 三洋電機 圧力IHおどり炊き
- アサヒペン 壁紙
- なんばウォークバーゲン
- ZAQ
- 百十四銀行
- KDDI
- UHA味覚糖
- サントリー ビターズ
- 江崎グリコ クラッツ
- 追手門学院大学
- LION おふろのルック
- 三城 メガネの三城/パリミキ ミキプレミアムセール
- パナソニック おうちどこでも見守るカメラ
- 赤ひげ薬局 (MBSラジオ限定）

### 広告
- 松下電器
- 関西電力
- ミズノ
- ひらかたパーク
- 全日空ゲートタワーホテル

### VP
- ターフトピックス（1996年 - 1998年、中央競馬ピーアール・センター） - リポーター
- シャープ
- J-phone

### ステージ
- 吉本新喜劇（『サタうま!』出演によるもの。共演している新喜劇メンバーの辻本茂雄を介して関係が出来、花月劇場での特別公開会議時において他の出演者とともに特別公演に参加した）
- Opus7 Nana Rokusha Plivate piano live（2005年11月20日、大阪市・ライブハウス knave）
- ラジオ大阪 秋華賞前夜祭〜秋華賞の勝ち馬を探る〜 公開録音（2006年10月12日、大阪・心斎橋「Gate J.」2Fイベント会場、OA：2006年10月14日）
- DVD 私の名前はキム・サムスン クリスマスイベント（2006年12月18日、丸ビルホール）
- Opus7 Vol.2 〜love song〜（2007年12月2日、大阪市・ライブハウス knave）
- Opus7 Vol.3 （2010年10月17日、大阪市・ライブハウス 空音）
- Opus7 Vol.4 （2012年11月11日）